# Epigomphus clavatus
Epigomphus clavatus је инсект из реда Odonata и фамилије Gomphidae.

## Угроженост
Ова врста се сматра угроженом.

## Распрострањење
Врста је присутна у Гватемали и Мексику.

## Станиште
Станишта врсте су шуме и слатководна подручја.